# Fandou Bali Bali
Fandou Bali Bali (auch Fandou Balibali) ist ein Dorf in der Landgemeinde Fabidji in Niger.

## Geographie
Das Dorf liegt am Rand des Trockentals Dallol Bosso. Es befindet sich rund vier Kilometer nordöstlich des Hauptorts Fabidji der gleichnamigen Landgemeinde, die zum Departement Boboye in der Region Dosso gehört. Zu weiteren Siedlungen in der Umgebung von Fandou Bali Bali zählen Gobéri Goubey im Nordwesten und Haoulawal Zarma im Nordosten.
Es herrscht das Klima der Sudanzone vor, mit einer durchschnittlichen jährlichen Niederschlagsmenge zwischen 600 und 700 mm.

## Geschichte
Der islamische Gelehrte Cheik Hanafi Moustapha ließ sich 1909 in Fandou Bali Bali nieder und erhielt in der Sprache Zarma den Beinamen Sékou Bali Bali, was „Scheich von (Fandou) Bali Bali“ bedeutet. Er war der Erste, der die Praktiken der Tidschānīya in West-Niger einführte, wo zuvor die Qādirīya verbreitet gewesen war.
Ein solarenergiebetriebenes Wasserversorgungssystem auf Basis von Grundwasser wurde 1990 im Ort installiert. Der staatliche Stromversorger NIGELEC schloss Fandou Bali Bali im Jahr 2020 an sein Verbundnetz an.

## Bevölkerung
Bei der Volkszählung 2012 hatte Fandou Bali Bali 1431 Einwohner, die in 155 Haushalten lebten. Bei der Volkszählung 2001 betrug die Einwohnerzahl 947 in 124 Haushalten und bei der Volkszählung 1988 belief sich die Einwohnerzahl auf 470 in 44 Haushalten.

## Wirtschaft und Infrastruktur
Mit einem Centre de Santé Intégré (CSI) ist ein Gesundheitszentrum im Ort vorhanden. Es gibt eine Schule. Fandou Bali Bali ist über die 6,26 Kilometer lange Route 366, eine einfache Landstraße, mit der Nationalstraße 35 im Nachbardorf Gobéri Goubey verbunden.